# Adelayo Adedayo
Adelayo Adedayo, född 18 december 1988 i Dagenham, är en brittisk skådespelare.
Adedayo har bland annat medverkat i TV-serierna Timewasters, The Responder och Supacell.

## Filmografi (i urval)
- 2017–2019 – Timewasters (TV-serie)
- 2022–2024 – The Responder (TV-serie)
- 2024 – Supacell (TV-serie)